# Katedra św. Moluaga w Lismore
Katedra świętego Moluaga (ang. St Moluag's Cathedral) – kościół parafialny należący do Kościoła Szkocji. Znajduje się na wyspie Lismore, w Szkocji.
Prezbiterium katedry (rozpoczętej około 1250 roku) przekształcone na kościół parafialny w 1749 roku (obniżone, pokryte ponownie dachem). Podłużne. Wzniesione z impregnowanego kamienia. Posiada ukośne szczyty. Dachy są nakryte łupkami dachówkowymi. Dzwonnica w kształcie klatki dla ptaków. Okna ozdobione segmentowymi łukami. Łuk okrągły z gzymsami okapnikowymi od strony południowej. Nowsza kruchta ozdobiona blankami.